# جام قهرمانان کونکاکاف ۱۹۷۴
جام قهرمانان کونکاکاف ۱۹۷۴ دهمین دوره مسابقات بین‌المللی فوتبال باشگاهی سالانه جام قهرمانان کونکاکاف بود که در منطقه کونکاکاف (آمریکای شمالی، آمریکای مرکزی و دریای کارائیب) برگزار شد. این مسابقات از ۵ مه تا ۲۷ اکتبر ۱۹۷۴ تحت سیستم رفت و برگشت برگزار شد.
تیم‌ها به مناطق مختلف (آمریکای شمالی، آمریکای مرکزی و کارائیب) تقسیم شدند، که هر کدام تیم برنده را برای شرکت در مسابقات نهایی فرستادند. از آنجایی که هیچ باشگاهی در بخش آمریکای شمالی وارد نشد، برنده دو منطقه باقی مانده جواز حضور در فینال را کسب کردند.

## منطقه آمریکای شمالی
تمامی باشگاه‌ها از شرکت خودداری کردند.

## منطقه آمریکای مرکزی

### مرحله اول
| تیم ۱                 | نتیجه نهایی | تیم ۲           | بازی رفت | بازی برگشت |
| --------------------- | ----------- | --------------- | -------- | ---------- |
| ساپریسا               | ۳–۳         | آئورورا         | ۲–۱      | ۱–۲        |
| موتاگوا               | ۳–۰         | کارتاگینیس      | ۱–۰      | ۲–۰        |
| ماراتن                | ۰–۴         | مونیسیپال       | ۰–۱      | ۰–۳        |
| آلیانسا               | ۵–۰*        | یوسی‌ای          | ۵–۰      |            |
| دپورتیوو سانتا سسیلیا | ۴–۵         | خوونتود المپیکا | ۴–۱      | ۰–۴        |

- آئورورا با قرعه کشی برنده شد.

### مرحله دوم
| تیم ۱   | نتیجه نهایی | تیم ۲           | بازی رفت | بازی برگشت |
| ------- | ----------- | --------------- | -------- | ---------- |
| موتاگوا | ۰–۴         | مونیسیپال       | ۰–۰      | ۰–۴        |
| آئورورا | ۵–۳         | خوونتود المپیکا | ۳–۱      | ۲–۲        |

### مرحله سوم
| تیم ۱   | نتیجه نهایی | تیم ۲   | بازی رفت | بازی برگشت |
| ------- | ----------- | ------- | -------- | ---------- |
| آئورورا | ۲–۴         | آلیانسا | ۲–۳      | ۰–۱        |

- مونیسیپال به قرعه استراحت خورد.

### مرحله چهارم
| تیم ۱   | نتیجه نهایی | تیم ۲     | بازی رفت | بازی برگشت |
| ------- | ----------- | --------- | -------- | ---------- |
| آلیانسا | ۰–۳         | مونیسیپال | ۰–۱      | ۰–۲        |

## منطقه کارائیب

### مرحله اول
| تیم ۱       | نتیجه نهایی | تیم ۲       | بازی رفت | بازی برگشت |
| ----------- | ----------- | ----------- | -------- | ---------- |
| یونگ کلمبیا | ۳–۲         | رابین‌هود    | ۲–۲      | ۱–۰        |
| ترانسوال    | ۱۲–۱        | رئال رینکون | ۶–۱      | ۶–۰        |

### مرحله دوم
| تیم ۱       | نتیجه نهایی | تیم ۲    | بازی رفت | بازی برگشت |
| ----------- | ----------- | -------- | -------- | ---------- |
| یونگ کلمبیا | ۳–۵         | ترانسوال | ۱–۲      | ۲–۳        |

## فینال
| ترانسوال | ۱–۲ | مونیسیپال |
| -------- | --- | --------- |
|          |     |           |

| مونیسیپال | ۲–۱ | ترانسوال |
| --------- | --- | -------- |
|           |     |          |